# Sigo siendo el rey
Sigo siendo el rey es una serie de televisión boliviana creada y dirigida por Paolo Agazzi, escrita por Juan Pablo Piñeiro y emitida desde el 23 de abril hasta el 16 de julio de 2017 por ATB.Fue renovada para una segunda temporada en 2024, que se emitió en RTP desde el 18 de marzo hasta el 21 de abril de 2024.
La serie narra el cotidiano vivir de la familia Colque, que logra forjar una envidiable fortuna a partir del pequeño comercio informal de Basilia, una viuda con cinco hijos.   Es protagonizada por Teresa Gutiérrez, Eric Calancha, Enrique Gorena, Biafra Saavedra, Consuelo Balbuena y Ramiro Mendoza.

## Argumento
Narra la historia de la familia Colque, que tiene residencia en la Ciudad Satélite de El Alto, que se ubica en el departamento de La Paz. La serie hace alusión a la jornada diaria de la familia Colque, y que disfrutan de la fortuna lograda por la venta de frutas, en la zona de Entre Rios, en el mismo departamento, con esfuerzo y dedicación.
La familia está compuesta por la madre, Doña Basilia, (Teresa Gutiérrez) y sus cinco hijos: El hijo que se fue a Argentina hace 15 años, Reynaldo (Eric Calancha); sus hermanos Kory (Enrique Gorena), Shuellen (Biafra Saavedra), Lizzet (Consuelo Balbuena) y Marvin (Ramiro Mendoza). Cada uno tiene su historia propia, al igual que los nietos. 

## Elenco
- Teresa Gutiérrez como Basilia Colque
- Eric Calancha como Reynaldo Colque
- Enrique Gorena como Kory Colque
- Biafra Saavedra como Shuellen Colque
- Consuelo Balbuena como Lizzet Colque
- Ramiro Mendoza como Marvin Colque
- Nano Sandoval como Juvenal
- Alexandra Llanos como K-mi
- Patricia García como Mandy
- Zhou Dashuang

## Producción
El rodaje comenzó el 1 de junio de 2016 y fue previsto para que se realizara en 20 días.Un mes después, en agosto del 2016, la serie todavía estaba en producción. Paolo Agazzi develo el título de la serie, la trama principal y anunció que originalmente eran dos temporadas de 13 capítulos cada una. 
Se contaron con 40 trabajadores de producción, entre ellos actores y personal técnico. Para las locaciones, se eligió al Plan 3000 y Primero de Mayo en Santa Cruz, así como Ciudad Satélite, Villa Adela, Mercedario y Senkata en El Alto.La serie se estrenó oficialmente el 23 de abril de 2017.

### Ficha técnica
- Guión: Juan Pablo Piñeiro
- Fotografia: Gustavo Soto
- Maquillaje: Kantay Melgarejo
- Vestuario: Maite Tarilonte

## Episodios

### Temporadas
|  | 1 | 13 | 23 de abril de 2017 | 16 de julio de 2017 | ATB |
|  | 2 | 25 | 18 de marzo de 2024 | 21 de abril de 2024 | RTP |

### Emisión en otras cadenas
| País      | Televisora    | Emisión                           | Temporadas |
| País      | Televisora    | Emisión                           | 1          |
| --------- | ------------- | --------------------------------- | ---------- |
| Bolivia   | RTP           | 16 de marzo - 8 de junio de 2019  | Serie      |
| Argentina | ATB Argentina | 23 de abril - 16 de julio de 2017 | Serie      |

     Emisión en formato de serie.
     Emisión en formato de telenovela.
     No se ha emitido dicha temporada.